# 遣唐使
遣唐使為7至9世紀時日本派遣至唐朝的官方使節，是日本与华夏文化交流的官方團體。
關於倭國的記載第一次遣唐使結束，而日本國的記載從第七次遣唐使開始。

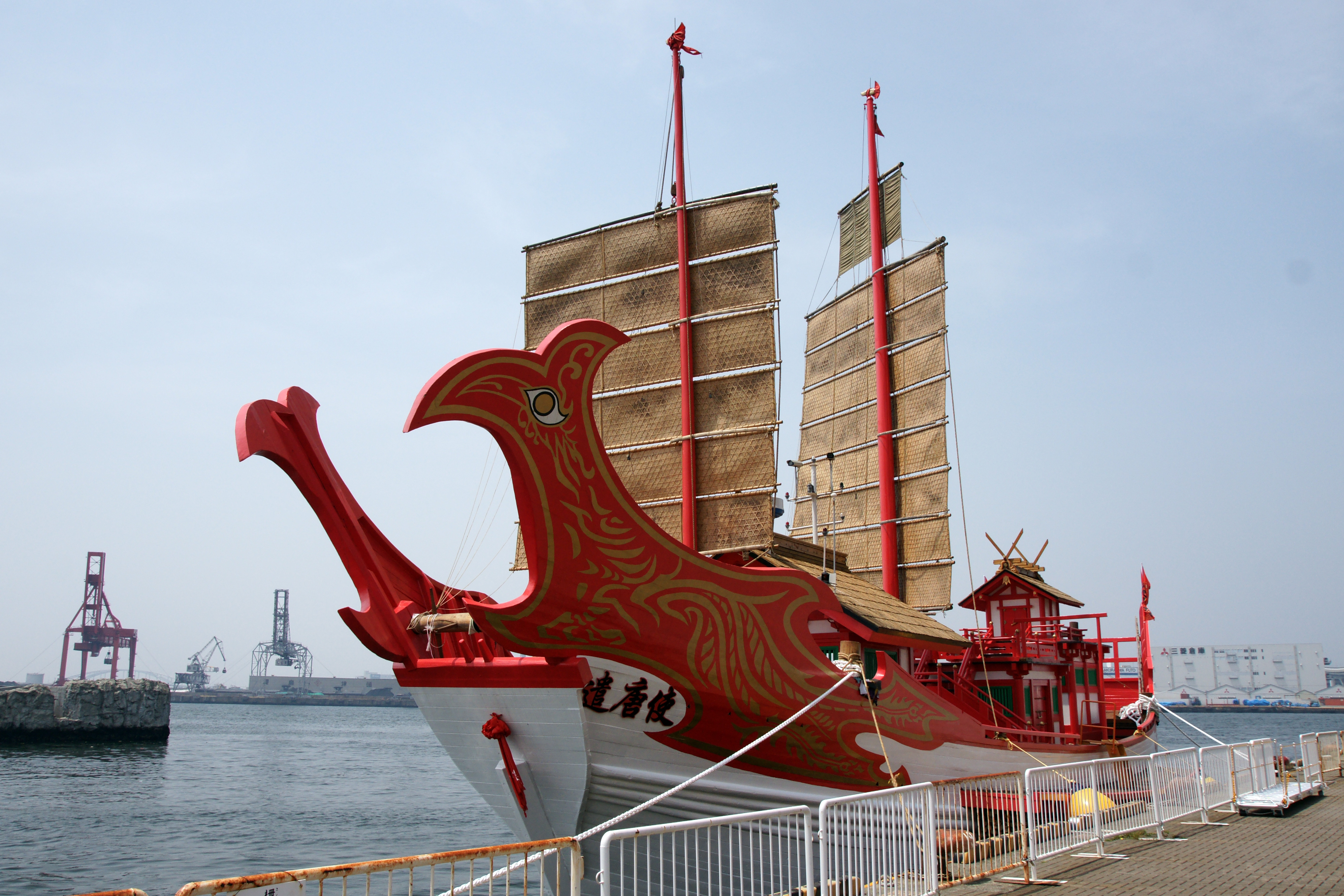
大阪遣唐使船複製品

## 遣唐使的派遣

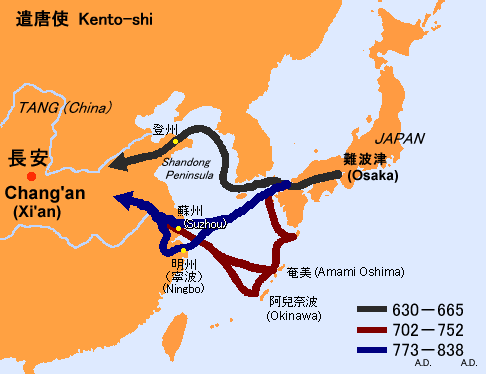
遣唐使的航路

遣唐使是延續過往日本遣隋使前往中國擔任使節的官職。首任遣唐使是公元630年（唐貞觀四年）的犬上御田鍬。此後，日本陸續有使節遣往唐朝達十多回，直到894年菅原道真建議廢止後未再繼續，期間長達200多年。唐文化及佛教文化傳播至日本之深遠廣泛有崇隆的貢獻。
遣唐使的宗旨，除了與唐朝表示友好、將先進的唐國制度及文化吸收輸入以外，亦包含瞭解朝鮮半島及東亚地區的情報。
遣唐使不一定每次只有一位使節前往。若有多於一人參與之時，會分別出“大使”及“副使”，有時還有位於大使之上的押使。
隨著遣唐使派遣至唐朝的，亦包含留學生及僧人。每次出海，都有400-500人乘坐4艘船渡海。遣唐使船一行人在出發前，都會帶同船舳先赴大坂住吉的住吉大社，祈求住吉大神保祐海上安全。之後，整船人從住吉津出發，經住吉細江前往大坂灣，再到難波津。經由瀨戶內海到達福岡的那津，再前往玄界灘。過去日本與朝鮮半島國家友好之時，會在朝鮮半島北岸登陸，然後經陸路進入唐朝。但自從日本與新羅交惡之後，改為由海路直接前往唐國。由於當時日本的航海技術尚未完全成熟，在大海航行的遣唐使一行經常遇海難。

## 遣唐使列表
關於日本遣唐使的回數，藤家禮之助認為共12次。此為正式發遣且實際入唐的遣唐使總次數，不含送唐客使（送唐使歸國）或極有可能并未渡唐的日本使節，即第1次舒明天皇二年（630）遣唐使於唐太宗貞觀四年入唐，至第12次仁明天皇承和五年（838）遣唐使於唐文宗時最後一次入唐。
東野治之、王勇根據大使的任命記載，認為共20回。
18次以發遣次數計，去除日本詔令停止的天平十八年（746）與寬平六年（894）。前一次停止於李林甫專權時。後一次停止於晚唐景福二年（893）昭宗時，入唐僧中瓘托唐商致書日本朝廷，備言“大唐凋敝”之狀，次年菅原道真上《請令諸公卿議定遣唐使進止狀》，日本解除遣唐使任命。
16次以實際渡海次數計，在18次的基礎上去除未出發的天平寶字五年（761）與同六年兩次，其時唐朝尚在平定安史之亂的尾聲中。
15次以實際入唐回數計，在16次的基礎上去除天平寶字三年（759）因唐朝安史之亂滯留渤海、未能完成使命的日本遣唐使。
14次在15回的基礎上，去除遣唐大使被蠻族所戮、日本未持節入唐的齊明天皇五年（659）一次。
以上諸說未有定論，舊時教科書以15回為多見。
| 次数 | 出發年                | 歸國年                 | 大使                                      | 副使                                      | 其他派遣者                            | 船數 | 備考 |
| ---- | --------------------- | ---------------------- | ----------------------------------------- | ----------------------------------------- | ------------------------------------- | ---- | --- |
| 1    | 舒明2年 （630年）     | 舒明4年 （632年）      | 犬上御田鍬                                |                                           | 藥師惠日                              |      | (唐太宗貞觀四年~六年) 唐使高表仁赴日， 僧旻歸國 |
| 2    | 白雉4年 （653年）     | 白雉5年 （654年）      | 吉士長丹、 高田根麻呂                     | 吉士駒、 掃守小麻呂                       | 道昭、 定惠                           | 2    | (唐高宗永徽三年~四年) 第2船在赴唐朝途中遭難 |
| 3    | 白雉5年 （654年）     | 齊明元年 （655年）     | 高向玄理（押使）、 河邊麻呂               | 藥師惠日                                  |                                       | 2    | (唐高宗永徽四年~五年) 高向玄理在回國途中死於唐朝境內 |
| 4    | 齊明5年 （659年）     | 齊明7年 （661年）      | 坂合部石布                                | 津守吉祥                                  | 伊吉博德                              | 2    | (唐高宗顯慶四年~六年) 第1船在赴唐途中漂流南海島嶼，坂合部石布為當地人殺害                                                                                                 |
| 5    | 天智4年 （665年）     | 天智6年 （667年）      | （送唐客使）守大石                        | （送唐客使）守大石                        | 坂合部石積、 吉士岐彌、 吉士針間      |      | (唐高宗麟德二年~乾封二年) 送唐使劉德高歸國。唐使法聰赴日 |
| (6)  | 天智6年 （667年）     | 天智7年 （668年）      | （送唐客使）伊吉博德                      | （送唐客使）伊吉博德                      |                                       |      | (唐高宗乾封二年~總章元年) 送唐使法聰歸國。不知是否出發赴唐 |
| 7    | 天智8年 （669年）     | 不明                   | 河內鯨                                    |                                           |                                       |      | (唐高宗總章二年) 第5次至第7次可能在駐留百濟中與唐軍交渉 |
| 8    | 大寶2年 （702年）     | 慶雲元年 （704年）     | 粟田真人（執節使）、 高橋笠間             | 坂合部大分                                | 山上憶良、道慈                        | 4    | (武周長安二年~四年) |
| 9    | 養老元年 （717年）    | 養老2年 （718年）      | 多治比縣守（押使）、 大伴山守             | 藤原馬養                                  | 阿倍仲麻呂、 吉備真備、 玄昉、 井真成 | 4    | (唐玄宗開元五年~六年) |
| 10   | 天平5年 （733年）     | 天平7年 （735年）      | 多治比廣成                                | 中臣名代                                  | 平群廣成、 大伴古麻呂                 | 4    | (唐玄宗開元二十一年~二十三年) 歸途中第3船遇風浪，平群廣成漂流崑崙國。天平11年（739年）10月27日歸國。第4船遇風未歸                                                         |
| (11) | 天平18年 （746年）    | -                      | 石上乙麻呂                                |                                           |                                       | -    | (唐玄宗天寶五年) 停止 |
| 12   | 天平勝寶4年 （752年） | 天平勝寶6年 （754年）  | 藤原清河                                  | 吉備真備、 大伴古麻呂                     |                                       | 4    | (唐玄宗天寶十一年~十三年) 鑑真赴日。第1船在歸途遭遇風浪沉沒，藤原清河與阿倍仲麻呂未歸                                                                                     |
| 13   | 天平寶字3年 （759年） | 天平寶字5年 （761年）  | 高元度（迎入唐大使使）、 內藏全成（判官） | 高元度（迎入唐大使使）、 內藏全成（判官） |                                       | 1    | (唐肅宗乾元二年~上元二年) 由渤海路入唐，因安史之亂的發生未果。內藏全成自渤海路歸國                                                                                        |
| (14) | 天平寶字5年 （761年） | -                      | 仲石伴                                    | 石上宅嗣、 藤原田麻呂                     |                                       |      | (唐肅宗上元二年) 因船破損，停止出發 |
| (15) | 天平寶字6年 （762年） | -                      | 中臣鷹主（送唐客使）                      | 中臣鷹主（送唐客使）                      | 高麗廣山                              |      | (唐肅宗寶應元年) 送唐使沈惟岳。未渡海 |
| 16   | 宝龜8年 （777年）     | 宝龜9年 （778年）      | 小野石根（持節副使）                      | 大神末足（副使）                          |                                       | 4    | (唐代宗大曆十二年~十三年) 大使佐伯今毛人稱病不行。大伴益立、藤原鷹取兩副使被撤換，改以小野石根為持節副使、大神末足為副使。第1船在歸途中遭難，副使小野石根、唐使趙寶英死亡 |
| 17   | 宝龜10年 （779年）    | 天應元年 （781年）     | 布施清直（送唐客使）                      |                                           | 多治比廣成                            | 2    | (唐代宗大曆十四年~唐德宗建中二年) 送唐使孫興進歸國 |
| 18   | 延曆23年 （804年）    | 大同元年 （806年）10月 | 藤原葛野麿                                | 石川道益                                  | 最澄、 空海、 橘逸勢、 靈仙           | 4    | (唐德宗貞元二十年~唐憲宗元和元年) 石川道益在唐病沒。赴唐途中，第3船在肥前松浦郡遭難                                                                                       |
| 19   | 承和5年 （838年）     | 承和6年 （839年）      | 藤原常嗣                                  | 小野篁                                    | 圓仁                                  | 4    | (唐文宗開成三年~四年) 承和3年、承和4年兩次渡航失敗。此後小野篁稱病不行，被處流罪。歸途中雇傭新羅船9隻以歸。第2船漂着南海之地，知乘船事菅原梶成回到大隅                    |
| (20) | 寬平6年 （894年）     | -                      | 菅原道真                                  | 紀長谷雄                                  |                                       |      | (唐昭宗乾寧元年) 停止派遣遣唐使。解除大使一職 |

- 遣唐使次數有不同種說法本表採用20回說。
- ()為未到達唐朝的遣唐使。

## 遣唐使停止
875年，發生黃巢之亂。黃巢攻陷洛陽・長安，建立大齊。齊雖然在短期間滅亡，但是唐的衰落已无可挽回。因此，寬平6年（894年）的派遣在遣唐大使菅原道真的建議下停止。此次的停止並非立即中止，道真等遣唐使預定者仍繼續保有遣唐使的職位。但是，道真因昌泰之變而左遷，喪失大使職位。延喜7年（907年），唐滅亡，遣唐使走入歷史。

## 遣唐使之後
其後唐宋之際，日本相國於940年（左相藤原仲平）、947年（左相藤原實賴）、953年（右相藤原師輔）曾三次致書信於吳越國王。
北宋時，日本僧人奝然來華，受到比遣唐使更高的禮遇。《宋史》云：「太宗召見奝然，存撫之甚厚，賜紫衣。于太平興國寺，上聞其國王一姓傳繼，臣下皆世官。因歎息謂宰相曰：『此島夷耳，乃世祚遐久，其臣亦繼襲不絕。此蓋古之道也。』」
入宋僧在日本長保年間有寂照（俗名大江定基，1003年入北宋），日本延久年間有成尋（俗姓藤原，1072年入北宋）。
南宋有日本相國平清盛復借朝廷名義開展國家之間的貿易（1173年與南宋建交，其時宋孝宗在位）。
日本國與渤海國於公元727—922年之間存在正式國交，另有渤海遣日使。

## 參见
- 渡來人
- 遣隋使
- 遣新羅使
- 新羅遣日使
- 遣渤海使
- 渤海遣日使
- 遣耽羅使
- 宋日貿易
- 遣明使